# فرودگاه کتوک
فرودگاه کتوک (به انگلیسی: Catoca Airport) یک فرودگاه است که یک باند فرود آسفالت دارد و طول باند آن ~۲۴۰۰ متر است. این فرودگاه در کشور آنگولا قرار دارد .